# Hypodryas saanae
Hypodryas saanae är en fjärilsart som beskrevs av Lingonblad 1944. Hypodryas saanae ingår i släktet Hypodryas och familjen praktfjärilar. Inga underarter finns listade i Catalogue of Life.